# Malacoptila fulvogularis
Barbudo-de-listas-pretas ou barbudo-listrado (Malacoptila fulvogularis) é uma espécie de ave da família Bucconidae.
Pode ser encontrada nos seguintes países: Bolívia, Colômbia, Equador e Peru.
Os seus habitats naturais são: regiões subtropicais ou tropicais húmidas de alta altitude.